# 韩佩金
韩佩金，浙江萧山人，是一名清朝政治人物。
韩佩金曾于1862年接替杨博任奉贤县知县一职，1865年由吴炳经接任。